# Мусин-Пушкин, Аполлос Аполлосович
Граф Аполло́с Аполло́сович Му́син-Пу́шкин (17 (28) февраля 1760 — 18 (30) апреля 1805) — русский учёный из рода Мусиных-Пушкиных, известный своими трудами в области химии, минералогии и ботаники; почётный член Петербургской академии наук (1796). Сын А. Э. Мусина-Пушкина, племянник фельдмаршала М. Ф. Каменского.
Мусин-Пушкин принадлежал к малому числу представителей аристократии XVIII века, посвятивших себя науке. Отец его (которого он, впрочем, рано лишился) возглавлял Берг-коллегию (ведомство горного дела), чем, может быть, и объясняется его увлечение естественными науками.

## Биография
Родился 17 (28) февраля 1760 года.
С детства был зачислен в лейб-гвардии Конный полк; в 1777 году из вахмистров произведён в корнеты, в 1783 году назначен камер-юнкером, в 1786 году — ротмистром, в ноябре 1796 году отчислен со службы в чине камер-юнкера.
После ввода в действие Городового положения 1785 года А. А. Мусин-Пушкин, имевший в Нижнем Новгороде дом, решил записаться в нижегородские купцы 3-й гильдии.
Обладал обширными познаниями в химии и минералогии, доставившими ему европейскую известность. Он внёс значительный вклад в изучение природы платины и её соединений, открыл лёгкий способ отделения платины от железа (получения амальгамы платины), который лично представил научным сообществам Европы.
Мусин-Пушкин выбрал служебное поприще под стать научным склонностям — c 19 ноября 1796 года занимал должность вице-президента Берг-коллегии. В 1802 году изъявил желание «пожертвовать приятной жизнью пользам любезного отечества» и продолжить начатое его отцом дело изыскания руд богатых металлов. Отправился в недавно присоединённую Грузию для минералогических и ботанических исследований в качестве главноначальствующего над горными производствами на Кавказе. В составе научной экспедиции, которой руководил Аполлос Мусин-Пушкин, работал лужицкий пейзажист Генрих Веле, который вёл художественное оформление изысканий.
По итогам геологических изысканий в 1800—1803 гг. он прислал в Академию наук большое собрание камней и минералов с их описаниями. После переговоров с грузинскими правителями к России перешли существующие разработки полезных ископаемых, а также организована работа монетного двора на Кавказе.
Мусин-Пушкин скончался во время пребывания в Тифлисе, не оставив потомства в браке с княжной Анной Николаевной Голицыной, внучкой фельдмаршала М. М. Голицына.
Князь Иван Долгорукий в своём «Капище» посвятил нечто вроде эпитафии покойному, с которым в молодости он был «хорошо знаком: вместе разыгрывали разные роли, живали в одном месте, одним кумирам поклонялись». По словам Долгорукого, это был «человек придворный», который «нашёл конец свой там, где ожидал учёной славы»:
Лучше бы продолжал играть комедии и, может быть, он ещё и теперь наслаждался бы физическими благами; зато он не боится уже так, как я, каменной болезни и не предан докторами в аренду лихим аптекарям. Нет худа без добра. Худо умереть рано, а иногда и того хуже жить запоздавши.

## Научные работы

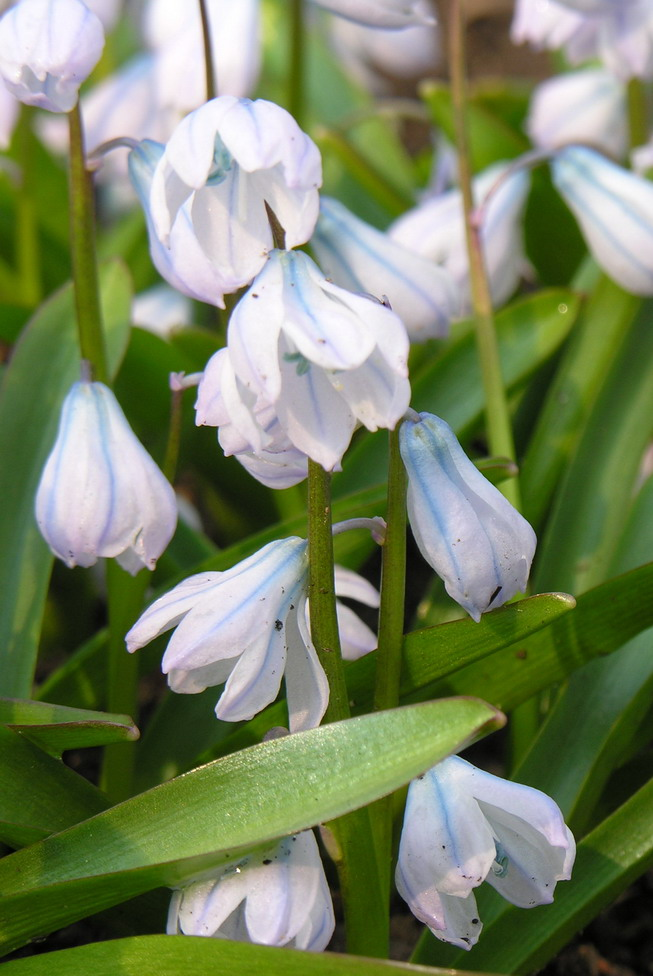
Цветущая пушкиния

Основные работы относятся к химии и технологии платины и хрома. Первым в России исследовал платиновый металл и в 1797 году получил ряд «тройных» комплексных солей платины — хлороплатинаты магния, бария и натрия. Изучал растворимость в воде хлороплатината аммония. В 1797 году получил амальгаму платины восстановлением хлороплатината аммония ртутью, предложил метод отделения платины от железа, впервые получил и описал золь металлической ртути. В 1800 году разработал новый способ получения ковкой платины прокаливанием её амальгамы, открыл хромовые квасцы, Получил ряд оксидов хрома, исследовал сплавы платины с медью и серебром, сульфид платины. Список его научных трудов (более 20), начиная с 1797 года, помещён в «Biogr.-litterar. Handwörterbuch von Poggendorff».
Розенбергер в своей «Истории физики» приводит мнение графа Мусина-Пушкина о причине звучания водородного пламени в стеклянной трубке. Мусин-Пушкин полагал, что звучание вызывается последовательными взрывами гремучего газа. Это объяснение некоторое время поддерживалось и другими учёными.
Почётный член Петербургской академии наук (1796), член Лондонского королевского общества (1799) и других научных обществ: в Берлине, Стокгольме, Турине.
М. И. Адамс в честь Мусина-Пушкина назвал род красивоцветущих растений — Puschkinia Adams, 1805 (Пушкиния), найденный во время Закавказской экспедиции, которую возглавлял Мусин-Пушкин в 1799—1805 годах.

## Награды
- Орден Святой Анны 1-й ст. (21.04.1801)